# مركبات MXenes
في علم المواد، تعتبر مُركبات MXenes فئة من المركبات غير العضوية ثنائية الأبعاد إلى جانب مركبات MBenes، والتي تتكون من طبقات رقيقة ذريًا من كربيدات المعادن الانتقالية أو النتريدات أو كربونات النتريد. تقبل مركبات MXenes مجموعة متنوعة من النهايات المحبة للماء. نُشر مقال عن أول مادة من مركبات MXene في عام 2011م في كلية الهندسة بجامعة دريكسل ‏.

## بناء المادة

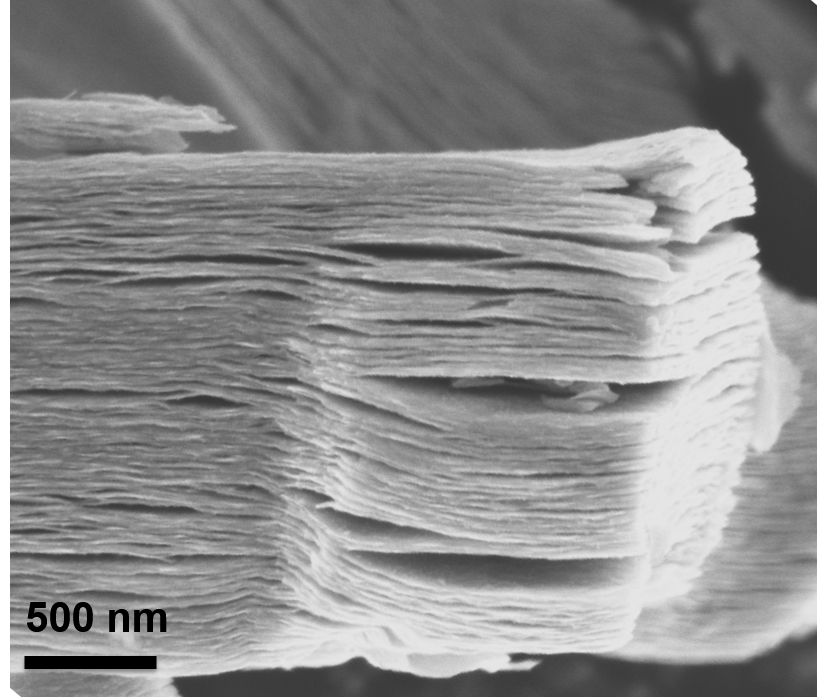
صورة بمجهر مسح إلكتروني لمركبات MXene الناتجة عن الحفر بالموجات الفوق صوتية لـ Ti_{3} AlC_{2}

تمتلك مركبات MXenes المصنعة عن طريق الحفر بـ حمض الهيدروفلوريك HF شكلًا يشبه آلة الأكورديون، والذي يمكن الإشارة إليه باسم MXene متعدد الطبقات (multi-layer MXene أو اختصارًا ML-MXene)، أو MXene ذو طبقات قليلة (few-layer MXene أو اختصارًا FL-MXene) نظرًا لأنه يحتوي على أقل من خمس طبقات. نظرًا لأن أسطح مركبات MXenes يمكن أن تنتهي بمجموعات وظيفية، فيمكن استخدام التسمية Mn+1 Xn Tx، حيث T هي مجموعة وظيفية (على سبيل المثال O، F، OH، Cl).

### أحادية المعدن الانتقالي
تتبنى مركبات MXenes ثلاثة هياكل بمعدن واحد في موقع M، كما هو موروث من أقصى طور MAX phasesوهي: M2C, و M3C2, و M4C. يمكن إنتاجها عن طريق الحفر الانتقائي لعنصر A من طور MAX أو أي مركب طبقي آخر (على سبيل المثال، Mo2Ga2C)، والذي له الصيغة العامة Mn+1AXn، حيث M هو معدن انتقالي مبكر، وA هو عنصر من المجموعة 13 أو 14 من الجدول الدوري، وX هو كربون C و/أو نيتروجين N، وn = 1-4. تمتلك مراحل MAX بنية سداسية ذات طبقات ولها تماثل P63/mmc، حيث تكون طبقات M مضغوطة بشكل متقارب تقريبًا وتملأ ذرات X المواقع الثمانية السطوح. لذلك، تتداخل طبقات Mn+1Xn مع العنصر A، الذي يرتبط معدنيًا بالعنصر M.

### ثنائية المعدن الانتقالي
معادن MXenes ثنائية المعدن الانتقالي يمكن أن تأخذ شكلين، إما معادن MXenes ثنائية المعدن الانتقالي مُرتَّبة أو معادن MXenes المحلول الصلب. بالنسبة لمعادن MXenes ثنائية المعدن الانتقالي المرتبة، يكون لها الصيغ العامة: M'2M"C2 أو M'2M"2C3 حيث M' و M" هما معدنان انتقاليان مختلفان. تشمل كربيدات ثنائية المعدن الانتقالي التي جرى تصنيعها Mo2TiC2, و Mo2Ti2C3, و Cr2TiC2, و Mo4VC4. في بعض هذه المركبات (مثل Mo2TiC2, و Mo2Ti2C3, و Cr2TiC2)، توجد ذرات الموليبدينوم Mo أو الكروم Cr على الحواف الخارجية لمركبات MXene وتتحكم هذه الذرات في الخصائص الكهروكيميائية لمركبات MXenes.
بالنسبة لمركبات MXenes ذات المحاليل الصلبة، فإن لها الصيغ العامة التالية: (M'2−yM"y)C , أو (M'3−yM"y)C2, أو (M'4−yM"y)C3, أو (M'5−yM"y)C4, حيث يجري توزيع المعادن بشكل عشوائي في جميع أنحاء الهيكل في المحاليل الصلبة مما يؤدي إلى خصائص قابلة للتخصيص باستمرار.

### الفجوات Divacancy
من خلال تصميم صفائح ذرية ثلاثية الأبعاد (Mo2/3Sc1/3)2AlC، مع ترتيب كيميائي داخل المستوى، ومن خلال الحفر الانتقائي لذرات Al وSc، هناك دليل على وجود صفائح Mo1.33C ثنائية الأبعاد ذات فجوات معدنية منظمة.

## التركيب

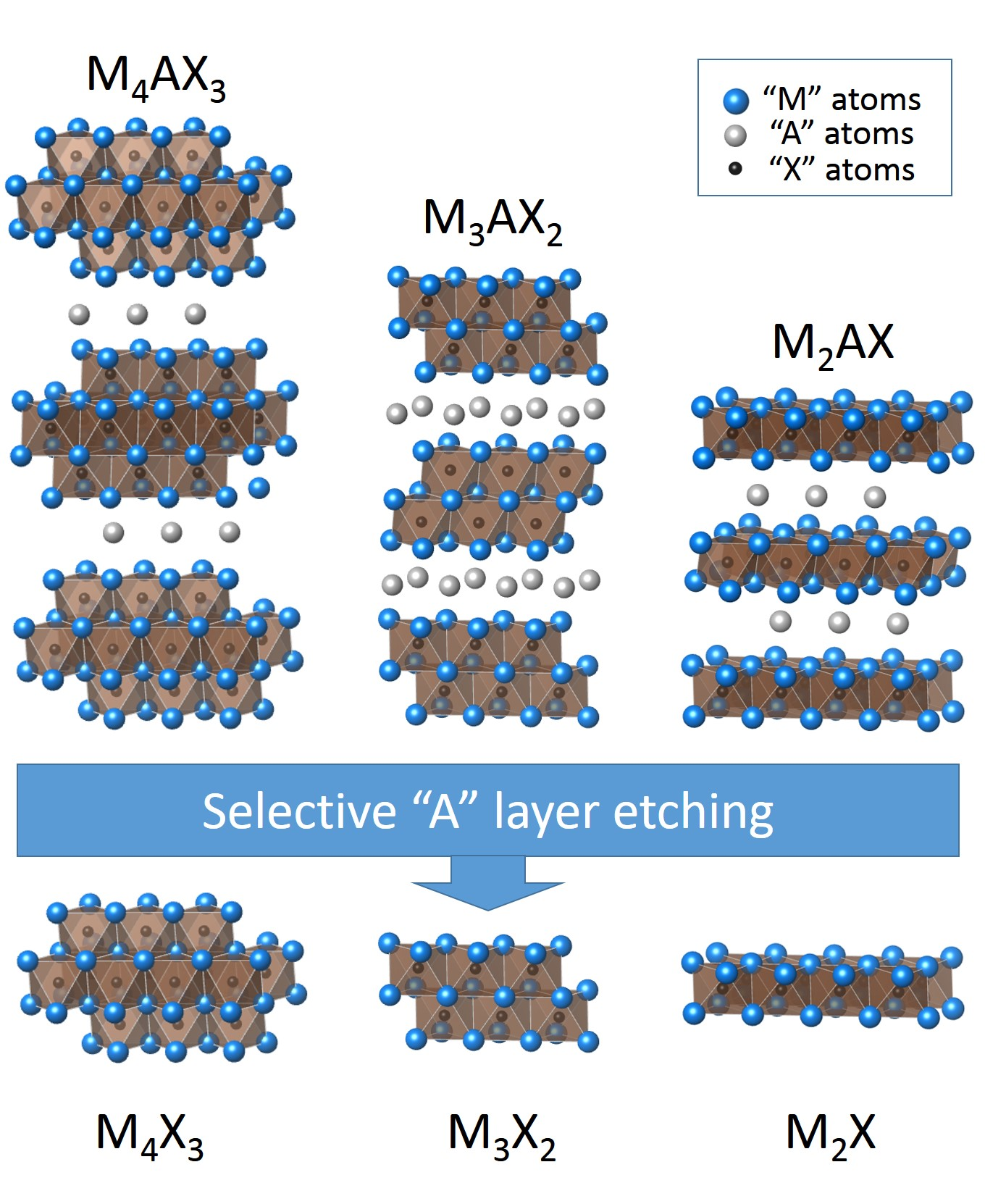
يمكن إنتاج مركبات MXenes عن طريق الحفر الانتقائي لعنصر "A" من بنية أقصى طور MAX phases

يمكن تصنيع مركبات MXenes عادةً من خلال عملية الحفر الانتقائي من أعلى إلى أسفل. يعد هذا المسار الاصطناعي قابلاً للتطوير، دون أي خسارة أو تغيير في الخصائص مع زيادة حجم الدفعة. يجرى إنتاج مركبات MXene عن طريق حفر أقصى طور بشكل أساسي باستخدام محاليل حفر قوية تحتوي على أيون فلوريد (F−)، مثل حمض الهيدروفلوريك (HF)، وثنائي فلوريد الأمونيوم (NH4HF2)، ومزيج من حمض الهيدروكلوريك (HCl) وفلوريد الليثيوم (LiF). على سبيل المثال، يؤدي حفر Ti3AlC2 في حمض الهيدروفلوريك المائي في درجة حرارة الغرفة إلى إزالة ذرات A التي يمثلها (Al) بشكل انتقائي، ويصبح سطح طبقات الكربيد منتهيًا بذرات O وOH و/أو F. يمكن أيضًا الحصول على مركبات MXene في أملاح لويس الحمضية المنصهرة، مثل ZnCl2، ويمكن تحقيق طرف Cl. تعتبر مركبات MXene المنتهية بالكلور مستقرة هيكليًا حتى 750 °م. ثبت أن طريقة ملح لويس المنصهر العامة قابلة للتطبيق لحفر معظم أعضاء أقصى طور (مثل سلائف أقصى طور مع عناصر A مثل Si و Zn و Ga) بواسطة بعض المصهورات الأخرى (CdCl2 و FeCl2 و CoCl2 و CuCl2 و AgCl و NiCl2).
كان مركب Ti4N3 هو أول مركب من مركبات نتريد MXene يُنشر عنه، وقد جرى تحضيره من خلال إجراء مختلف عن تلك الإجراءات المستخدمة في كربيد الـ MXenes. لتحضير Ti4N3، يُخلط الطور الأقصى Ti4AlN3 مع خليط من أملاح الفلوريد الإيتكتيكية eutectic المنصهرة من فلوريد الليثيوم وفلوريد الصوديوم وفلوريد البوتاسيوم ومعالجتها في درجات حرارة مرتفعة. يؤدي هذا الإجراء إلى حفر Al، مما يؤدي إلى إنتاج Ti4N3 متعدد الطبقات، والذي يمكن فصله إلى طبقات مفردة وقليلة عن طريق غمر MXene في هيدروكسيد رباعي بوتيل الأمونيوم tetrabutylammonium hydroxide، متبوعًا بالموجات فوق الصوتية.
يمكن أيضًا تصنيع مركبات MXenes بشكل مباشر أو عبر عمليات الترسيب الكيميائي للبخار CVD processes. في الآونة الأخيرة، أمكن تصنيع طبقة أحادية بلورية من W5N6 بنجاح بواسطة الترسيب الكيميائي للبخار على نطاق الرقاقة wafer scale، مما يُعطي الأمل في إمكانية استخدام مركبات MXenes في التطبيقات الإلكترونية في المستقبل.
منذ الاكتشاف الأول لهذه المركبات، سعى العلماء إلى إيجاد عملية تركيب أكثر فعالية وكفاءة. في تقرير صدر عام 2018، وصف بينج وآخرون تقنية الحفر الحراري المائي. في طريقة الحفر هذه، تجري معالجة أقصى طور في محلول حمضي وملح تحت ظروف ضغط ودرجة حرارة عالية. تعتبر هذه الطريقة أكثر فعالية في إنتاج نقاط MXene والصفائح النانوية. علاوة على ذلك، فهي أكثر أمانًا نظرًا لعدم انبعاث أبخرة حمض الهيدروفلوريك أثناء عملية الحفر.

### الأنواع
MXenes من النوع 2-1: Ti2C, V2C, Nb2C, Mo2C
Mo2N, Ti2N, (Ti2−yNby)C, (V2−yNby)C, (Ti2−yVy)C, W1.33C, Nb1.33C, Mo1.33C, Mo1.33Y0.67C
MXenes من النوع 3-2 : Ti3C2 , Ti3CN, Zr3C2 and Hf3C2
MXenes من النوع 4-3 : Ti4N3, Nb4C3 , Ta4C3 , V4C3, (Mo,V)4C3
MXenes من النوع 5-4: Mo4VC4
MXenes ثنائية المعدن الانتقالي:
MXenes من النوع 2-1-2 : Mo2TiC2, Cr2TiC2, Mo2ScC2
MXenes من النوع 2-2-3 : Mo2Ti2C3

## تعديل السطح التساهمي
يمكن تحويل أسطح كربيدات المعادن الانتقالية ثنائية الأبعاد كيميائيًا باستخدام مجموعة متنوعة من المجموعات الوظيفية مثل نهايات سطح O وNH وS وCl وSe وBr وTe بالإضافة إلى الـ MXenes العارية. تتضمن الإستراتيجية تركيب وإزالة المجموعات السطحية عن طريق إجراء تفاعلات الاستبدال والإزالة في الأملاح غير العضوية المنصهرة. جرى إثبات الرابطة التساهمية للجزيئات العضوية مع أسطح مركبات MXene من خلال التفاعل مع أملاح الديازونيوم الأريلية.

## التداخل والانفصال
نظرًا لأن مركبات MXenes هي مواد صلبة متعددة الطبقات والترابط بين تلك الطبقات ضعيف، فإن تداخل الجزيئات الضيفة في MXenes هو أمر ممكن. تتضمن الجزيئات الضيفة ثنائي ميثيل سلفوكسيد (DMSO)، والهيدرازين، واليوريا. على سبيل المثال، يمكن دمج N2H4 (الهيدرازين) في Ti3C2(OH)2 مع الجزيئات الموازية للمستويات الأساسية لـ MXene لتشكيل طبقة أحادية. يؤدي التفاعل المتبادل إلى زيادة معامل شبكة c (يسمى c lattice) للـMXene (معامل البنية البلورية الذي يتناسب بشكل مباشر مع المسافة بين طبقات MXene الفردية)، مما يضعف الترابط بين طبقات MX. يمكن أيضًا إدخال الأيونات، بما في ذلك Li+, Pb2+, and Al3+، في MXenes، إما تلقائيًا أو عند تطبيق جهد سلبي على قطب الـ MXene.

### الانفصال Delamination
يتميز مركب Ti3C2 المُنتج بواسطة الحفر بحمض الهيدروفلوريك HF بمظهر يشبه الأكورديون، وتوجد قوى متبقية تحافظ على طبقات الـ MXene معًا مما يمنع الانفصال إلى طبقات فردية. وعلى الرغم من أن هذه القوى ضعيفة للغاية، فإن معالجة الموجات فوق الصوتية لا تؤدي إلا إلى إنتاجية منخفضة للغاية من الرقائق ذات الطبقة الواحدة. بالنسبة للتقشير (الانفصال) على نطاق واسع، يجري إدخال ثنائي ميثيل السلفوكسيد DMSO في مساحيق متعددة الطبقات ML-MXene مع التحريك المستمر لإضعاف الترابط بين الطبقات بشكل أكبر ثم يحدث التقشير (الانفصال) باستخدام معالجة الموجات فوق الصوتية. ويؤدي هذا إلى فصل الطبقات على نطاق واسع وتشكيل المحاليل الغروية لـ FL-MXene. يمكن ترشيح هذه المحاليل لاحقًا لإعداد "ورق" MXene (مشابه لورق أكسيد الجرافين).

## طين مركبات MXene
بالنسبة لحالة Ti3C2Tx و Ti2CTx، يؤدي الحفر باستخدام حمض الهيدروفلوريك المركز إلى شكل مفتوح يشبه الأكورديون وتكون المسافة مضغوطة بين الطبقات (وهذا أمر شائع أيضًا في تركيبات MXene الأخرى). لكي يجري توزيع المادة في المُعلَّق، يجب أن يجرى خلطها مسبقًا بشيء مثل ثنائي ميثيل سلفوكسيد. ومع ذلك، عند إجراء الحفر باستخدام حمض الهيدروكلوريك وLiF كمصدر للفلورايد، يكون الشكل أكثر إحكاما مع وجود تباعد أكبر بين الطبقات، وربما يرجع ذلك إلى كميات المياه المتداخلة. وُجد أن المادة تشبه الطين: كما هو الحال في المواد الطينية (مثل طين السمكتيت والكاولينيت smectite clays and kaolinite)، فإن Ti3C2Tx يُظهر القدرة على توسيع مسافة الترطيب بين طبقاته ويمكنه تبادل الكاتيونات متوازنة الشحنة من المجموعة الأولى والمجموعة الثانية بشكل عكسي. علاوة على ذلك، عند ترطيبه، يصبح طين الـ MXene مرنًا ويمكن تشكيله إلى الأشكال المرغوبة، ويصبح مادة صلبة عند التجفيف. على عكس معظم أنواع الطين، يُظهر طين الـ MXene موصلية كهربائية عالية عند التجفيف وهو محب للماء، وينتشر في طبقة واحدة ثنائية الأبعاد في الماء بدون عوامل فعالة بالسطح. علاوة على ذلك، وبفضل هذه الخصائص، يمكن تحويلها إلى أقطاب كهربائية قائمة بذاتها وخالية من المواد المضافة لاستخدامها في تطبيقات تخزين الطاقة.

## معالجة المواد
يمكن معالجة مركبات MXenes في المذيبات العضوية المائية أو القطبية، مثل الماء، والإيثانول، وثنائي ميثيل الفورماميد، وكربونات البروبيلين، وما إلى ذلك، مما يتيح أنواعًا مختلفة من الترسيب عن طريق الترشيح الفراغي vacuum filtration، والطلاء بالدوران spin coating، والطلاء بالرش، والطلاء بالغمس، والصب باللف. لقد أجريت دراسات على الطباعة النافثة للحبر باستخدام أحبار Ti3C2Tx الخالية من المواد المضافة والأحبار المكونة من Ti3C2Tx والبروتينات.
غالبًا ما يلعب حجم الرقاقة الجانبية دورًا في الخصائص الملحوظة للمادة، وهناك العديد من الطرق الاصطناعية التي تُنتج درجات متفاوتة من حجم الرقاقة. على سبيل المثال، عند استخدام حمض الهيدروفلوريك HF كمواد حاكة للحفر، فإن خطوة التداخل والانفصال تتطلب الموجات فوق الصوتية لانفصال المادة إلى رقائق مفردة، مما يؤدي إلى رقائق يبلغ حجمها الجانبي عدة مئات من النانومتر. وهذا مفيد لتطبيقات مثل التحفيز وتطبيقات مختارة في المجالات الطبية الحيوية والكيميائية الكهربائية. ولكن، إذا كانت هناك حاجة إلى رقائق أكبر، وخاصة للتطبيقات الإلكترونية أو البصرية، فمن الضروري استخدام رقائق خالية من العيوب وذات مساحة كبيرة. يمكن تحقيق ذلك من خلال طريقة تقشير (انفصال) الطبقة المكثفة إلى الحد الأدنى (Minimally Intensive Layer Delamination MILD)، حيث يجري زيادة كمية LiF إلى الطور الأقصى مما يؤدي إلى الحصول على رقائق يمكن تقشيرها عند الغسيل في درجة حموضة محايدة.
جرى التحقيق في تقنيات معالجة ما بعد التركيب لتكييف حجم التقشير، مثل تقنيات استخدام الموجات فوق الصوتية، والطرد المركزي التبايني، وإجراءات الطرد المركزي متدرج الكثافة. تعتمد طرق المعالجة اللاحقة بشكل كبير على حجم الرقائق المُنتَجة. باستخدام الموجات فوق الصوتية يُمكن خفض حجم القشرة من 4.4 ميكرومتر (كما هو منتج)، إلى متوسط 1.0 ميكرومتر بعد 15 دقيقة من الموجات فوق الصوتية (100 واط، 40 كيلو هرتز)، وصولا الى 350 نانومتر بعد 3 ساعات من الموجات. من خلال استخدام مسبار الموجات فوق الصوتية (نبضات لمدة 8 ثوان ON ومدة 2 ثانية Off، 250 واط)، جرى تقليل الحجم الجانبي للرقائق إلى متوسط 130 نانومتر. عملية الطرد المركزي التبايني، المعروف أيضا باسم الطرد المركزي المتتالي، يمكن استخدامها لتحديد الرقائق بناء على الحجم الجانبي عن طريق زيادة سرعة جهاز الطرد المركزي بالتتابع من السرعات المنخفضة (على سبيل المثال 1000 دورة في الدقيقة) إلى السرعات العالية (على سبيل المثال، 10 آلاف دورة في الدقيقة) وجمع الرواسب. عند تنفيذ هذا، نحصل على رقائق "كبيرة" (800 نانومتر)، و "متوسطة" (300 نانومتر) و "صغيرة" (110 نانومتر). طريقة الطرد المركزي متدرج الكثافة هي أيضا طريقة أخرى لاختيار الرقائق بناء على الحجم الجانبي، حيث يُستخدم تدرج الكثافة في أنبوب الطرد المركزي وتتحرك الرقائق عبر أنبوب الطرد المركزي بمعدلات مختلفة بناء على كثافة الرقائق بالنسبة للوسط. في حالة فرز الـMXenes، يمكن استخدام تدرج السكروز وكثافة الماء من 10 إلى 66 w/v %. يسمح استخدام تدرجات الكثافة بحصول على المزيد من الرقائق أحادية التفريق، وتظهر التوزيعات في أحجام الرقائق والدراسات أن توزيع الرقائق يمكن أن يختلف من 100 إلى 10 ميكرومتر دون استخدام الموجات فوق الصوتية.

## الخصائص
تتميز هذه المركبات بكثافة إلكترونية عالية على مستوى فيرمي، لذا فمن المتوقع أن مركبات MXene أحادية الطبقة هي معادن. في الطور الأقصى، يتكون N(EF) في الغالب من مدارات M 3d، وتتكون حالات التكافؤ أسفل EF من نطاقين فرعيين. الأول، النطاق الفرعي A، المكون من مدارات Ti 3d-Al 3p المهجنة، يقع بالقرب من EF، والنطاق الفرعي الآخر، B، يقع عند −10 إلى −3 إلكترون فولت أسفل EF والذي يرجع إلى مدارات Ti 3d-C 2p المهجنة وTi 3d-Al 3s. وبعبارة أخرى، فإن النطاق الفرعي A هو مصدر روابط Ti-Al، في حين أن النطاق الفرعي B هو مصدر رابطة Ti-C. يؤدي إزالة طبقات A إلى إعادة توزيع حالات Ti 3d من روابط Ti-Al المفقودة إلى حالات رابطة Ti-Ti المعدنية غير الموضعية بالقرب من طاقة فيرمي في Ti2، وبالتالي فإن N (EF) أعلى بمقدار 2.5-4.5 مرة بالنسبة لمركبات MXenes من الطور الأقصى. وفق التجارب، لم يثبت أن ارتفاع N(EF) المتوقع لمركبات MXenes يؤدي إلى مقاومات أعلى من الطور الأقصى المقابل. تعتمد مواضع الطاقة لنطاقي O 2p (~6 إلكترون فولت) وF 2p (~9 إلكترون فولت) من مستوى فيرمي لـ Ti2CTx و Ti3C2Tx على مواقع الامتصاص وأطوال الرابطة مع الأنواع النهائية. لوحظت تغييرات كبيرة في تنسيق Ti-O/F مع زيادة درجة الحرارة في المعالجة الحرارية.
مركبات MXenes التي لا تحتوي على نهايات سطحية هي فقط التي يُتوقع أن تكون مغناطيسية. من المتوقع أن يكون كل من Cr2C وCr2N وTa3C2 مغناطيسيين حديديين ferromagnetic؛ ومن المتوقع أن يكون كل من Ti3C2 وTi3N2 مغناطيسيين مضادين للحديد anti-ferromagnetic. لم يجري إثبات أي من هذه الخصائص المغناطيسية تجريبياً حتى الآن.

### بصريًا
الأغشية المكونة من مركبات MXenes، مثل Ti3C2 و Ti2C، لها ألوان داكنة، مما يدل على امتصاصها القوي للضوء في الأطوال الموجية المرئية. تُعد مركبات MXenes موادًا ضوئية حرارية واعدة نظرًا لقدرتها القوية على امتصاص الضوء المرئي. الأمر الأكثر إثارة للاهتمام هو أنه لوحظ أن الخصائص البصرية لمواد MXenes مثل Ti3C2 و Ti2C في منطقة الأشعة تحت الحمراء تختلف تمامًا عن تلك الموجودة في الأطوال الموجية المرئية. بالنسبة للأطوال الموجية التي تزيد عن 1.4 ميكرومتر، تظهر هذه المواد نفاذية سلبية، مما يؤدي إلى استجابة معدنية قوية للأشعة تحت الحمراء. بعبارة أخرى، فهي تعكس بشكل كبير الأشعة تحت الحمراء. من قانون كيرشوف للإشعاع، فإن الامتصاص المنخفض للأشعة تحت الحمراء يعني انبعاثية منخفضة للأشعة تحت الحمراء. تظهر مادتي MXenes انبعاثية للأشعة تحت الحمراء تصل إلى 0.1، وهي مماثلة لبعض المعادن. تعتبر هذه المواد التي تكون مرئية باللون الأسود ولكنها بيضاء بالأشعة تحت الحمراء مرغوبة للغاية في العديد من المجالات، مثل التمويه، والإدارة الحرارية، وتشفير المعلومات.

### مقاومة التآكل
هناك مجموعة متزايدة من المنشورات التي تتذكر أن الـ MXenes مثبطات تآكل عالية الأداء. يمكن أن تُعزى مقاومة التآكل لـ Ti3C2Tx إلى التآزر بين قابلية التشتت الجيدة وتأثير الحاجز وإطلاق مثبط التآكل.

### الخصائص البيولوجية
بالمقارنة مع أكسيد الجرافيت، والذي يُذكر عنه على نطاق واسع كعامل مضاد للبكتيريا، يُظهر Ti2C نقصًا في الخصائص المضادة للبكتيريا. ومع ذلك، يُظهر Ti3C2 كفاءة مضادة للبكتيريا أعلى تجاه كل من E.coli سلبية الجرام و B.subtilis إيجابية الجرام. أظهرت وحدة تكوين المستعمرات ومنحنيات إعادة النمو أن أكثر من 98% من كل من الخلايا البكتيرية فقدت قابليتها للحياة عند 200 ميكروجرام/مل من محلول غرواني من Ti3C2 في غضون 4 ساعات من التعرض. لوحظ تلف الغشاء الخلوي، مما أدى إلى إطلاق المواد السيتوبلازمية من الخلايا البكتيرية وموت الخلايا. أظهرت الدراسات الرئيسية التي أجريت في المختبر حول سمية الخلايا لصفائح MXenes ثنائية الأبعاد نتائج واعدة للتطبيقات في العلوم البيولوجية والتقنية الحيوية. قُدمت دراسات حول النشاط المضاد للسرطان لمركب Ti3C2 وجرى تحديده على خطين خلويين طبيعيين (MRC-5 و HaCaT) وخطين خلويين سرطانيين (A549 و A375). أشارت نتائج السمية الخلوية إلى أن التأثيرات السامة الملحوظة كانت أعلى ضد الخلايا السرطانية مقارنة بالخلايا الطبيعية. كما جرى توضيح آليات السمية المحتملة. وقد تبين أن Ti3C2 قد يؤثر على حدوث الإجهاد التأكسدي، وبالتالي تكوين أنواع الأكسجين التفاعلية (ROS). كشفت دراسات أخرى أجريت على Ti3C2 عن إمكانات مركبات MXenes كعامل حراري ضوئي جديد يستخدم في علاج السرطان. في دراسات التوافق الحيوي العصبي، تكون الخلايا العصبية المزروعة على Ti3C2 قابلة للحياة، ويمكنها الالتصاق، وتنمية العمليات المحورية، وتكوين شبكات وظيفية.

### تنقية المياه
في الآونة الأخيرة، استُخدم Ti3C2 كأقطاب كهربائية في خلية إزالة الأيونات بالسعة الكهربائية المتدفقة لإزالة الأمونيا من مياه الصرف الصحي. أظهرت مادة FE-CDI تحسنًا قدره 100 ضعف في قدرة امتصاص الأيونات عند كفاءة طاقة أكبر بمقدار 10 أضعاف مقارنة بأقطاب التدفق الكربونية النشطة. أظهرت أغشية Ti3C2 ذات سمك واحد ميكرون تدفقًا فائق السرعة للمياه (حوالي 38 لتر/(بار·س·م2)) وغربلة تباينية للأملاح اعتمادًا على كل من نصف قطر الترطيب وشحنة الأيونات. لا تخترق الكاتيونات الأكبر من المسافة بين طبقات مركبات MXene أغشية Ti3C2. أما بالنسبة للكاتيونات الأصغر حجمًا، فإن تلك التي تحمل شحنة أكبر تتخللها سرعة أبطأ بمقدار مرتبة واحدة من الكاتيونات أحادية الشحنة.

## التطبيقات المحتملة
باعتبارهذه المركبات مواد موصلة ذات طبقات ولها نهايات سطحية قابلة للضبط، فقد ثبت أن مركبات MXenes واعدة لاستخدام في تطبيقات تخزين الطاقة (بطاريات ليثيوم أيون، والمكثفات الفائقة، ومكونات تخزين الطاقة)، والمواد المؤلفة، والتحفيز الضوئي، وتنقية المياه، وأجهزة استشعار الغاز، والأقطاب الكهربائية الموصلة الشفافة، والأقطاب الكهربائية العصبية، كذلك يمكن أن تُستخدم كمادة خارقة (ميتا)، وركيزة SERS، إضافة لاستخدامها في الصمام الثنائي الفوتوني، والجهاز الكهروميكي، ومولد النانو الكهربائي الاحتكاكي (TENGs).

### بطاريات ليثيوم-أيون
جرى التحقيق من استخدام مركبات MXenes تجريبياً في بطاريات الليثيوم-أيون (LIBs) (على سبيل المثال V2CTx، Nb2CTx، Ti2CTx، وTi3C2Tx). لقد أظهرت V2CTx أعلى سعة تخزين شحنة عكسية بين مركبات MXenes في شكل متعدد الطبقات (280 mAhg−1 بمعدل 1C و125 mAhg−1 بمعدل 10C). أظهرت طبقة Nb2CTx متعددة الطبقات سعة مستقرة وقابلة للعكس تبلغ 170 mAhg−1 بمعدل 1C و110 mAhg−1 بمعدل 10C. على الرغم من أن Ti3C2Tx يظهر أقل سعة بين مركبات MXenes الأربعة في شكل متعدد الطبقات، فإنه يمكن فصله عن طريق الموجات فوق الصوتية للمسحوق متعدد الطبقات. بفضل مساحة السطح النشطة كيميائيًا والتي يمكن الوصول إليها، فإن ورق Ti3C2Tx المقشر يُعطي سعة عكسية تبلغ 410 mAhg−1 عند 1C و110 mAhg−1 عند معدل 36C. وكتوجه عام، يمكن توقع أن تتمتع مركبات M2X بسعة أكبر من نظيراتها M3X2 أو M4X3 عند نفس التيار المطبق، نظرًا لأن M2X تحتوي على أقل عدد من الطبقات الذرية لكل ورقة.
بالإضافة إلى قدرات الطاقة العالية، فإن كل مركب من مركبات MXene لديه نافذة جهد نشط مختلفة، مما قد يسمح باستخدامها ككاثودات/أنودات للبطارية. علاوة على ذلك، فإن السعة المقاسة تجريبياً لورق Ti3C2Tx أعلى من المتوقع من المحاكاة الحاسوبية، مما يشير إلى أن هناك حاجة إلى مزيد من التحقيق لتحديد آلية تخزين الشحنة.

### بطاريات الصوديوم-أيون
تُظهر مركبات MXenes أداءً واعدًا لبطاريات الصوديوم-أيون. يجب أن ينتشر Na+ بسرعة على أسطح مركب الـ MXene، وهو أمر مناسب للشحن/التفريغ السريع. يمكن وضع طبقتين من Na+ بين طبقات مركب MXene. كمثال نموذجي، أظهرت مادة Ti2CTx متعددة الطبقات كمواد قطب كهربائي سالبة سعة 175 mA h g−1 وقدرة جيدة. من الممكن ضبط إمكانات مركبات MXenes عن طريق تغيير المعدن الانتقالي والمجموعات الوظيفية السطحية. تم استخدام V2CTx بنجاح كمادة كاثودية. ونُشر أن أقطاب الورق المسامية القائمة على مركب MXene تتميز بسعات حجمية عالية وأداء دورة مستقر، مما يدل على فرصة استخدامها في الأجهزة التي يكون فيها الحجم ذا أهمية كبرى.

### المكثفات الفائقة
جرى دراسة مركبات MXenes لتحسين كثافة طاقة المكثف الفائق. تأتي التحسينات من زيادة كثافة تخزين الشحنة، والتي يمكن زيادتها بعدة طرق. إن زيادة مساحة السطح المتاحة لتفاعلات الأكسدة والاختزال المحتملة من خلال زيادة التباعد بين الطبقات يمكن أن تستوعب المزيد من الأيونات، ولكنها تقلل من كثافة القطب الكهربي. يتحكم مسار التركيب في كيمياء السطح ويلعب دورًا كبيرًا في تحديد معدل تفاعل التداخل وكثافة تخزين الشحنة. على سبيل المثال، تظهر أكاسيد Ti3C2Tx المحضرة من الملح المنصهر، مع مجموعات سطح الكلور، سعة 142 mA h g−1 بمعدل 13C و75 mA h g−1 بمعدل 128C، مدفوعة بإزالة المذيبات الكاملة لـ Li+، مما يسمح بزيادة كثافة تخزين الشحنة في القطب الكهربي. بالمقارنة، تُظهر Ti3C2Tx المحضرة من خلال الحفر بحمض الهيدروفلوريك HF سعة 107.2 mA h g−1 بمعدل 1C.
جرى استكشاف الأقطاب الكهربائية المركبة القائمة على Ti3C2Tx، بما في ذلك Ti3C2Tx/البوليمر (على سبيل المثال PPy، بولي أنيلين)، Ti3C2Tx/TiO2، و Ti3C2Tx/Fe2O3. من الجدير بالذكر أن أقطاب هيدروجيل Ti3C2Tx توفر سعة حجمية عالية تصل إلى 1500 F/cm3.
تُظهر أقطاب المكثفات الفائقة القائمة على ورق Ti3C2Tx في المحاليل المائية قابلية تدوير ممتازة والقدرة على تخزين 300-400 F/cm3، وهو ما يترجم إلى ثلاثة أضعاف الطاقة المستخدمة في المكثفات القائمة على الكربون المنشط والجرافين. أظهر طين Ti3C2 سعة حجمية تبلغ 900 F/cm3، وهي سعة أعلى لكل وحدة حجم من معظم المواد الأخرى، دون فقدان أي من سعته من خلال أكثر من 10000 دورة شحن/تفريغ.
في أقطاب Ti3C2Tx لإلكتروليتات الليثيوم-أيون، أثر اختيار المذيب بشكل كبير على حركية نقل الأيونات والتداخل. في مذيب كربونات البروبيلين (PC)، أدى إزالة المذيبات الفعالة لأيونات الليثيوم أثناء التداخل إلى زيادة تخزين الشحنة الحجمية، مع زيادة لا تذكر في حجم القطب. أدت الحركية المحسنة التي جرى الحصول عليها من خلال اختيار المذيب إلى تحسين كثافة تخزين الشحنة عند مقارنة نظام كربونات البروبيلين بـ أسيتونتريل أو ثنائي ميثيل سلفوكسيد بعامل أكبر من 2.

### المركبات
يمكن أن تمتزج صفائح النانو المصنوعة من مادة FL-Ti3C2 (أكثر أنواع الـ MXene التي جرى دراستها) بشكل وثيق مع البوليمرات مثل كحول البولي فينيل (PVA)، لتشكل هياكل طبقية متناوبة من MXene-PVA. يمكن التحكم في التوصيلات الكهربائية للمركبات من 4×10−4 إلى 220 S/cm (محتوى وزن MXene من 40% إلى 90%). تتمتع المركبات بقوة شد تصل إلى 400% أقوى من رقائق الـ MXene النقية وتظهر سعة أفضل تصل إلى 500 F/cm3. يتم إنتاج أقطاب كهربائية فائقة التوصيل من MXene/graphene من خلال استخدام التجميع الذاتي الكهروستاتيكي. يعرض قطب MXene/graphene المستقل سعة حجمية تبلغ 1040 F/cm3، وهي قدرة معدل مثيرة للإعجاب مع احتفاظ بالسعة بنسبة 61% وعمر دورة طويل. جرى أيضًا ابتكار طريقة بديلة للترشيح لتشكيل أغشية مركبة من مواد نانوية من MXene-carbon. تظهر هذه المركبات أداءً أفضل في معدلات المسح العالية في المكثفات الفائقة. إن إدراج البوليمرات أو المواد النانوية الكربونية بين طبقات مركبات MXene يمكّن أيونات الإلكتروليت من الانتشار بسهولة أكبر عبر MXenes، وهو المفتاح لتطبيقاتها في أجهزة تخزين الطاقة المرنة. الخصائص الميكانيكية للإيبوكسي/MXenes قابلة للمقارنة مع الجرافين والأنابيب النانوية الكربونية، حيث يمكن أن تزيد قوة الشد ومعامل المرونة حتى 67% و23% على التوالي. ذُكر أن النانو مركبات MXene/C-dot تُظهر امتصاصًا بصريًا تآزريًا وخصائص حرارية لمواد النانو MXene وC-dot.

### أجهزة الاستشعار
جرى دراسة أجهزة الاستشعار القائمة على مركبات MXenes لتطبيقات مختلفة، بما في ذلك استشعار الغاز، والاستشعار البيولوجي. أحد أجهزة الاستشعار الجديدة التي جرى تطبيق MXenes عليها هو SERS. وقد ذُكر أن رقائق Ti3C2Tx قابلة للتطبيق في استشعار حمض الساليسيليك، وهو أحد نواتج أيض حمض أسيتيل الساليسيليك (المعروف أيضًا باسم الأسبرين)، وجزيئات الصبغة العضوية والجزيئات الحيوية.
يوجد مجال واعد آخر لتطبيقات مركبات MXenes هو استشعار الغاز. حيث أظهرت أجهزة استشعار الغاز المعتمدة على مركبات MXenes حساسية عالية وانتقائية تجاه الغازات المختلفة، بما في ذلك الأمونيا والكحوليات وثاني أكسيد النيتروجين وثاني أكسيد الكبريت. يمكن استخدام هذه المستشعرات لمراقبة البيئة والسلامة الصناعية وتطبيقات الرعاية الصحية.

### المواد المسامية
جرى إنتاج مركبات MXenes مسامية (Ti3C2 و Nb2C و V2C) من خلال طريقة الحفر الكيميائي السهلة في درجة حرارة الغرفة. تتمتع مادة Ti3C2 المسامية بمساحة سطحية أكبر وبنية أكثر انفتاحًا، ويمكن ترشيحها على شكل أغشية مرنة مع أو بدون إضافة أنابيب الكربون النانوية (CNTs). أظهرت أغشية p-Ti3C2/CNT المصنعة تحسينًا كبيرًا في قدرات تخزين أيونات الليثيوم، بسعة تصل إلى 1250 mA·h·g−1 عند 0.1 درجة مئوية، واستقرارًا ممتازًا للدورة، وأداءً جيدًا للمعدل.

### الهوائيات
قام علماء من جامعة دركسل في الولايات المتحدة الأمريكية بإنشاء رش على هوائيات تعمل بنفس كفاءة الهوائيات الحالية الموجودة في الهواتف وأجهزة التوجيه وغيرها من الأدوات من خلال الطلاء بمركبات MXene، مما يوسع نطاق إنترنت الأشياء بشكل كبير.

### الأجهزة البصرية الإلكترونية
جرى تصنيع رقائق MXene SERS عن طريق رش الطلاء وجرى استخدامها للكشف عن العديد من الأصباغ الشائعة، مع عوامل تعزيز محسوبة تصل إلى قرابة 106. يُظهر كربيد التيتانيوم تأثير SERS في المحاليل الغروية المائية، مما يشير إلى إمكانات التطبيقات الطبية الحيوية أو البيئية، حيث يمكن لمركب MXene تعزيز الجزيئات موجبة الشحنة بشكل انتقائي. جرى تصنيع أقطاب موصلة شفافة باستخدام كربيد التيتانيوم والتي تظهر القدرة على نقل ما يقرب من 97% من الضوء المرئي لكل نانومتر من السُمك. يعتمد أداء أقطاب التوصيل الشفافة المصنوعة من مادة MXene على تركيبة مادة MXene بالإضافة إلى معاملات التركيب والمعالجة.

### الموصلية الفائقة
تُظهر مركبات Nb2C موصلية فائقة تعتمد على المجموعة السطحية.